# Syphon Filter: Logan's Shadow
Pour les articles homonymes, voir Syphon Filter (homonymie).
Syphon Filter: Logan's Shadow  est un jeu vidéo de Tir à la troisième personne et d'infiltration développé par SCE Bend Studio et édité par Sony Computer Entertainment en 2007 sur PlayStation Portable.
Il s'agit du 6e épisode de la série Syphon Filter. L'histoire mélange contre-terrorisme, avec un groupe voulant se procurer une nouvelle technologie de destruction, et complots internes, avec Lian Xing qui se retrouve accusée d'être un agent double. Visuellement très similaire à Dark Mirror, le gameplay propose en plus des combats sous-marins et des actions contextuelles pendant le jeu, par exemple pour éliminer discrètement un ennemi.

## Personnages
- Gabriel Logan
- Lian Xing
- Teresa Lipan
- Robert Cordell
- Trinidad
- Shen Xing